# Сьвецини
Сьвецини (пол. Świeciny) — село в Польщі, у гміні Ланента Кутновського повіту Лодзинського воєводства.
Населення — 126 осіб (2011).
У 1975-1998 роках село належало до Плоцького воєводства.

## Демографія
Демографічна структура станом на 31 березня 2011 року:
|          | Загалом | Допрацездатний вік | Працездатний вік | Постпрацездатний вік |
| -------- | ------- | ------------------ | ---------------- | -------------------- |
| Чоловіки | 69      | 18                 | 45               | 6                    |
| Жінки    | 57      | 7                  | 34               | 16                   |
| Разом    | 126     | 25                 | 79               | 22                   |